# Raissette
Die Raissette – oder auch Raisette – ist ein sehr kurzer, aber wasserreicher Bach in der Ortschaft Cormoret im Berner Jura. Sie entspringt einer bedeutenden Karstquelle, deren Schüttung zum grössten Teil von einem Trinkwasserpumpwerk abgeschöpft wird.

## Geografie
Der Lauf der Raissette beginnt in einer Quelle im kleinen Tälchen La Combe am Nordwestrand der Ortschaft Cormoret im Sankt-Immer-Tal und mündet nach einer kurzen Fliessstrecke von nur rund 150 Metern unterhalb der Häuser von links in die Schüss, den Talfluss des Sankt-Immer-Tals. Die Mündung befindet sich dem Bahnhof Cormoret gegenüber, der an der Bahnstrecke Biel/Bienne–La Chaux-de-Fonds liegt. Der Bach wird von der alten Dorfstrasse (frz. Vieille-Route) und der Hauptstrasse 30 überquert.
Das nach der Länge recht unauffällige Gewässer hat eine wesentliche Bedeutung im Wasserhaushalt der Region. Aus der Karstquelle in Cormoret ergiesst sich ziemlich konstant eine grosse Menge Wasser, was darauf hinweist, dass im Gebirge ein ausgedehnter Karstgrundwasserleiter liegt, dessen Ausdehnung im Felsboden nicht genau bekannt ist, und der sichtbare Bach im Dorf nur den kurzen letzten Abschnitt des Wasserwegs bildet. Nördlich von Cormoret und über den Nachbarortschaften wie Courtelary, Villeret und Saint-Imier erhebt sich die rund 500 Meter hohe Antiklinale der Montagne du Droit. Diese Bergkette ist so wie auch das nördlich daran anschliessende Hochplateau des Nordwestschweizer Juras als verkarstetes Kalkmassiv dadurch gekennzeichnet, dass fast überall Oberflächengewässer fehlen. Auch der Berghang über dem Dorf Cormoret weist im oberen bewaldeten Gebiet und in der trockenen Bergweide Pâturage du Droit keine Bachrunsen auf. Das Niederschlagswasser versickert im Boden des Gebirges, wovon die vielen Dolinen zeugen, die als trichterförmige Senken auf dem Berg und im Gebiet der Freiberge erscheinen. Im grössten Schluckloch im Gebiet der Tourbière de la Chaux d’Abel, acht Kilometer westlich von Cormoret und 300 Meter höher als die Raissettequelle, verschwindet ein kleiner Bach aus dem dortigen Moorgebiet. Ein Teil das Karstwassers fliesst unterirdisch dem Grundwasserstrom im Schüsstal zu, und nur in den sehr ergiebigen Karstquellen der Raissette und auch der Doux westlich von Cormoret tritt viel Wasser aus dem Gebirge an die Oberfläche. Das unterirdische Einzugsgebiet mit einem verzweigten Netz von Höhlen und Klüften erstreckt sich über eine Fläche von vermutlich etwa 50 Quadratkilometern.

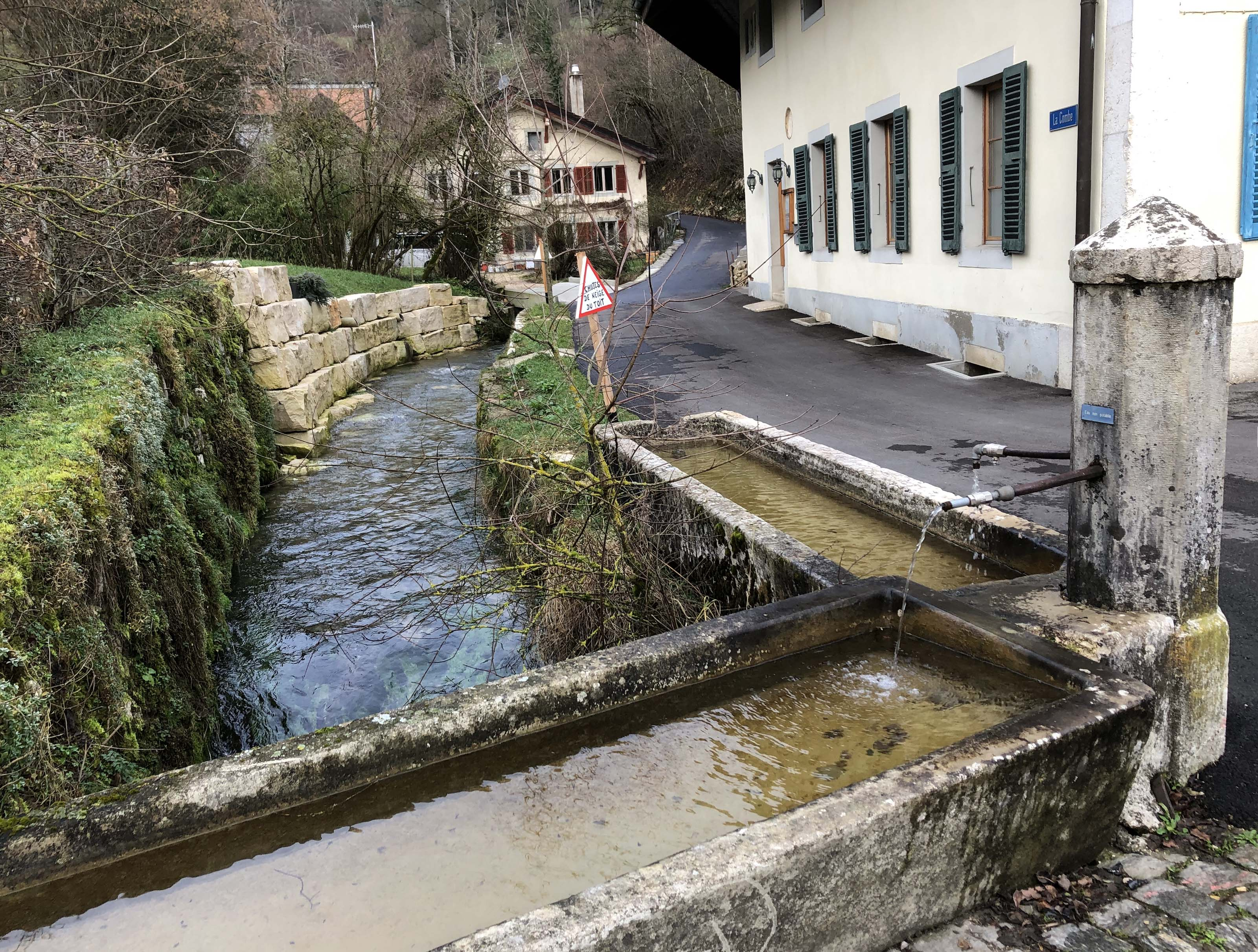
Die Raissette mit zwei Brunnen in Cormoret

## Nutzung
Das kräftige Gewässer wird seit dem 17. Jahrhundert wirtschaftlich genutzt. Eine Mühle mit zwei Wasserrädern stand an der Landstrasse in Cormoret und war bis im späten 19. Jahrhundert in Betrieb. Die Raissettequelle befindet sich heute im Pumpengebäude des Wasserwerks von Saint-Imier (Services techniques de St-Imier). Der vom Unternehmer Jules Girard (1852–1938) aus Saint-Imier ins Leben gerufene Betrieb erwarb 1891 die Liegenschaft mit der Quelle und hatte die Gemeinde Cormoret für den Wasserverlust zu entschädigen, den die lokalen Gewerbebetriebe hinnehmen mussten. Seit dem 14. Mai 1893 beförderten vier von einer Dampfmaschine angetriebene Pumpen das Quellwasser zum 200 Meter höher gebauten Wasserreservoir, von wo aus das Trinkwasser zum fünf Kilometer talaufwärts gelegenen Hauptort floss. 1895 wurde das Pumpwerk elektrifiziert. 1964 ergänzte das Wasserwerk von Saint-Imier die Anlage mit einem neuen Filtersystem und 1990 mit weiteren Reinigungselementen. Seit 1964 wird auch Wasser von der benachbarten Douxquelle nach Saint-Imier geleitet. 2011 erhielten die Eigentümer der Liegenschaft unterhalb des Pumpwerks die Bewilligung, das gemäss dem Nutzungsvertrag mit Saint-Imier noch im Bachbett der Raissette fliessende Wasser mit einem neuen Wasserrad als Energiequelle zu nutzen.